# Hayastani Ankaxowt'yan Gavat' 2025-2026
La Hayastani Ankaxowt'yan Gavat' 2025-2026 (in italiano Coppa dell'Indipendenza) sarà la 35ª edizione della coppa nazionale armena.

## Formato
Il torneo si è disputato con la formula a eliminazione diretta. Hanno partecipato alla competizione le dieci squadre della Bardsragujn chumb 2025-2026, otto squadre dell'Araǰin Xowmb 2025-2026, più altre due formazioni non iscritte ai campionati calcistici armeni. Il Noah è la formazione detentrice del trofeo.

## Risultati

### Primo turno
Il sorteggio del primo turno si è tenuto il 15 luglio 2025.
| Squadra 1    | Risultato | Squadra 2        |
| ------------ | --------- | ---------------- |
| da definire  |           |                  |
| Mika Erevan  | –         | Sardarapat       |
| Vajk         | –         | Kilikia          |
| Bentonit     | –         | Andranik         |
| Araks Ararat | –         | Lernayin Artsakh |
| Syunik       | –         | Hayq             |
| Ganjasar     | –         | Alaškert         |